# Italo Gariboldi
Italo Gariboldi (20. dubna 1879 Lodi – 3. února 1970 Řím) byl italský generál.

## Kariéra
Do italské armády vstoupil roku 1899 a v letech 1911–1912 se účastní italsko-turecké války. Během první světové války byl šéfem štábu 45., pak 79. a nakonec 77. divize. Po válce předsedal komisi pro určení východních hranic (1920–1921), poté se v letech 1921–1926 jako šéf italské delegace účastnil práce v italsko-jugoslávské hraniční komisi. Mezi léty 1926–1935 postupně velel pluku, brigádě a Královské pěchotní a jezdecké akademii.

## Habeš a severní Afrika
První jeho větší velitelskou akcí v poli bylo pro něj velení nad 30. pěší divizí Sabaudia během habešské války v sestavě severní skupiny armád. Poté, co vykonával funkci náčelníka štábu východoafrického místokrále, převzal roku 1937 velení nad V. sborem a v roce 1939 byl pověřen velením nad 5. italskou armádou v Severní Africe. Když britská 8. armáda během Wavellovy ofenzívy vyhnala Italy jak z Egypta, tak i z celé Kyrenaiky, byl pověřen velením jak nad v té době již prakticky zničenou 10. italskou armádou tak i funkcí generálního guvernéra Libye. Oficiálně tak byl nejvyšším vojenským velitelem Osy v severní Africe, ale skutečným velitelem se stal nově příchozí generál Erwin Rommel a jeho Afrikakorps hlavní bojovou silou. V červenci 1942 převzal jeho funkci generál Ettore Bastico.

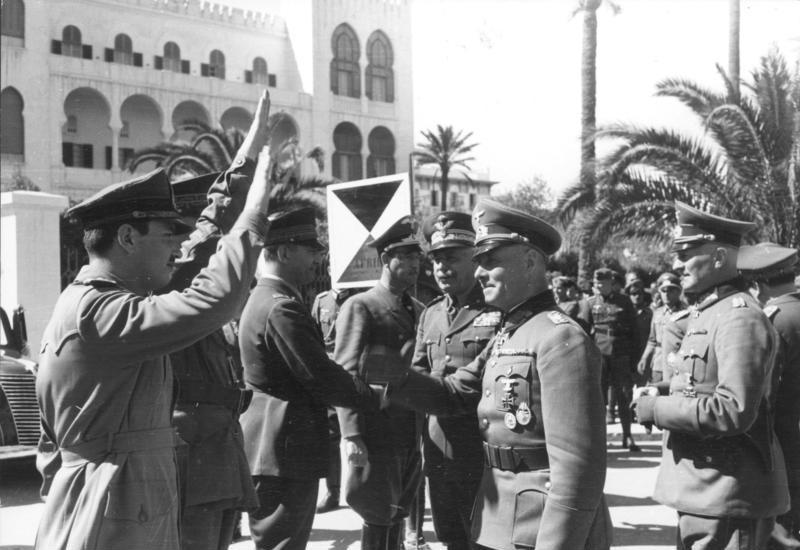
Italo Gariboldi s Erwinem Rommelem

## Boje v SSSR
Původně měl být přeřazen k záložním jednotkám, poté co Adolf Hitler kategoricky odmítl v čele jednotek ARMIR (Italská armáda v Rusku, označovaná též jako 8. italská armáda) korunního prince Umberta Savojského, padla volba na generála Gariboldiho jakožto služebně nejstaršího. ARMIR o celkové síle 7 divizí byla nasazena během letní kampaně a účastnila se bitvy u Stalingradu. Během sovětské protiofenzívy (listopad 1942 – březen 1943) utrpěla nedostatečně vyzbrojená a vycvičená italská vojska vysoké ztráty a přes hrdinství některých oddílů zbylo z 8. armády jen torzo.

## Kapitulace
Neustálé porážky německo-italských vojsk v Severní Africe a na východní frontě přesvědčily krále, generalitu i některé fašistické předáky, že Mussoliniho aliance s Hitlerem je odsouzena k zániku. Poté, co byl Mussolini sesazen, nový premiér maršál Pietro Badoglio podepsal 8. září 1943 kapitulaci italské armády před západními spojenci. Němci odpověděli rychlou okupací země. V německém zajetí skončilo mnoho italských vojáků a důstojníků, které Němci odzbrojili. Jedním z nich byl i generál Gariboldi, proti kterému nacisté zahájili vojenský soud za údajnou zradu a byl nakonec odsouzen k trestu smrti. Pro spojenecký postup napříč Itálii však nacisté nestihli rozsudek vykonat a Gariboldi byl roku 1944 osvobozen spojeneckými vojsky.